# Charlyn Corral
Verónica Charlyn Corral Ang (* 11. September 1991 in Ecatepec de Morelos) ist eine mexikanische Fußballspielerin.

## Karriere

### Vereine
Nach ihrem Abschluss am Technológico de Monterrey begab sie sich in die Vereinigten Staaten und schrieb sich für ein Studium in Betriebswirtschaftslehre ein. Als Freshman kam sie für das Sport-Team der Bildungseinrichtung, die Cardinals, in der Spielzeit 2012 in 18 Meisterschaftsspielen der Atlantic Coast Conference innerhalb der NCAA Division I zum Einsatz, in denen ihr acht Tore gelangen. Nach einem weiteren Studienjahr unterzeichnete sie ihren ersten Profivertrag mit dem finnischen Erstligaaufsteiger Merilappi United. In der seinerzeit unter dem Namen Naisten Liiga höchsten Spielklasse im finnischen Frauenfußball kam sie in 18 Punktspielen zum Einsatz, in denen sie acht Tore erzielte.
Von 2015 bis 2019 war sie für den spanischen Erstligisten UD Levante aktiv. Von 2019 bis 2021 spielte sie für den Ligakonkurrenten Atlético Madrid.
Ein im Oktober 2020 sich zugezogenen Bänderriss zwang sie sieben Monate lang zu pausieren, bevor sie Mitte des Jahres 2021 nach Mexiko zurückkehrte. Dort spielt sie seitdem für den CF Pachuca in der Liga MX Femenil, der höchsten Spielklasse im mexikanischen Frauenfußball. In der Clausura 2023 wurde Corral mit 20 Toren Torschützenkönigin der Liga. In den beiden Spielzeiten des Kalenderjahres 2024 avancierte sie mit 19 und 18 Toren erneut zur besten Torschützin und in der Clausura 2025 gelang ihr mit 21 Treffern eine neue Rekordmarke. Am 16. Juli 2025 gewann sie mit ihrer Mannschaft den nationalen Vereinspokal, der mit dem 1:0-Sieg über CF Monterrey in San Antonio (Texas) errungen wurde.

### Nationalmannschaft
Corral gehörte bereits im Alter von elf Jahren zum Aufgebot der U20-Nationalmannschaft und nahm mit dieser unter anderem an den altersbezogenen Weltmeisterschaften 2006, 2008 und 2010 teil. Im Jahr 2011 gehörte sie der A-Nationalmannschaft bei der Weltmeisterschaft in Deutschland an und kam dort im abschließenden Gruppenspiel gegen Neuseeland als Einwechselspielerin zum Einsatz. An der Weltmeisterschaft 2015 in Kanada nahm Corral ebenfalls teil. Nach dem Ausscheiden in der Gruppenphase sprach sie sich für eine Neubesetzung der Position des Nationaltrainers aus und wurde in der Folge von Leonardo Cuéllar nicht mehr in die Nationalmannschaft berufen. Im Februar 2016 trat Corral aus der Nationalmannschaft zurück. Ab 8. Juli 2017 tritt sie im Freundschaftsspiel gegen die Nationalmannschaft Schwedens bei der 0:1-Niederlage in Falkenberg erneut in Erscheinung.  Fortan kommt sie in A-Länderspielen zu Einsätzen, wie zuletzt am 2. Juli 2025 in Zacatepec de Hidalgo beim 1:0-Sieg im Freundschaftsspiel gegen die Nationalmannschaft Kolumbiens.

## Sonstiges
Corrals älterer Bruder George Corral (* 1990) spielt ebenfalls professionell Fußball.